# Brachygeophilus segregans
Brachygeophilus segregans är en mångfotingart som beskrevs av Chamberlin F. 1952. Brachygeophilus segregans ingår i släktet Brachygeophilus och familjen storjordkrypare.
Artens utbredningsområde är Turkiet. Inga underarter finns listade i Catalogue of Life.